# Domingo Nieto

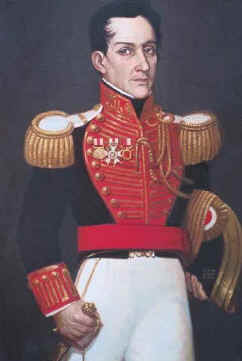
Domingo Nieto

Domingo Nieto, född 1803, död 17 februari 1844, peruansk militär och politiker, var president i Peru mellan 1843 och 1844. 
Nieto föddes i Lima 1803. Han deltog vid sidan av Ramón Castilla i avsättandet av diktatorn Manuel Ignacio de Vivanco, och tog posten som president i Peru. Han dog i tjänst den 17 februari 1844. Castilla efterträdde honom.